# Nika Kvekveskiri
Nika Kvekveskiri (Zugdidi, 29 de mayo de 1992) es un futbolista georgiano que juega de centrocampista en el Nyíregyháza Spartacus F. C. de la Nemzeti Bajnokság I.

## Selección nacional
Es internacional con la selección de fútbol de Georgia. Fue internacional sub-17, sub-19 y sub-21, antes de convertirse en internacional absoluto el 8 de octubre de 2015, en un partido de clasificación para la Eurocopa 2016 que terminó con victoria por 4-0 de los georgianos frente a la selección de fútbol de Gibraltar.
El 26 de marzo de 2024 marcó su lanzamiento en la tanda de penaltis del partido de clasificación para la Eurocopa 2024 ante Grecia que los clasificó para su fase final, siendo esta la primera vez que Georgia participaría en una Eurocopa.

### Participaciones en Eurocopas
| Copa          | Sede     | Resultado        | Partidos | Goles |
| ------------- | -------- | ---------------- | -------- | ----- |
| Eurocopa 2024 | Alemania | Octavos de final | 1        | 0     |

## Clubes
| Club                        | País       | Año       |
| --------------------------- | ---------- | --------- |
| FC Zugdidi                  | Georgia    | 2009-2010 |
| F. C. Dinamo Tbilisi        | Georgia    | 2011-2014 |
| FC Tskhinvali (cedido)      | Georgia    | 2013      |
| FC Dila Gori                | Georgia    | 2014-2015 |
| Inter Bakú                  | Azerbaiyán | 2015-2016 |
| FK Qäbälä                   | Azerbaiyán | 2016-2017 |
| FC Tobol Kostanai           | Kazajistán | 2017-2021 |
| Lech Poznań                 | Polonia    | 2021-2024 |
| Nyíregyháza Spartacus F. C. | Hungría    | 2024-     |

## Palmarés

### Títulos nacionales
| Título      | Club        | País    | Año  |
| ----------- | ----------- | ------- | ---- |
| Ekstraklasa | Lech Poznań | Polonia | 2022 |